# Lepisia glenlyonensis
Lepisia glenlyonensis är en skalbaggsart som beskrevs av Dombrow 1997. Lepisia glenlyonensis ingår i släktet Lepisia och familjen Melolonthidae. Inga underarter finns listade i Catalogue of Life.